# San Pedro kommun, Chile
San Pedro är en kommun i Chile.   Den ligger i provinsen Provincia de Melipilla och regionen Región Metropolitana de Santiago, i den mellersta delen av landet, 90 km sydväst om huvudstaden Santiago de Chile.
Trakten runt San Pedro består till största delen av jordbruksmark. Runt San Pedro är det glesbefolkat, med 9 invånare per kvadratkilometer.